# Zhengitettix curvispinus
Zhengitettix curvispinus is een rechtvleugelig insect uit de familie doornsprinkhanen (Tetrigidae). De wetenschappelijke naam van deze soort is voor het eerst geldig gepubliceerd in 2007 door Liang, Jiang & Liu.